# Нижний Склад (Архангельская область)
Нижний Склад — посёлок в Вельском районе Архангельской области. Входит в состав Попонаволоцкого сельского поселения.

## География
Посёлок расположен в южной части области на расстоянии примерно в 63 километрах по прямой к северо-востоку от районного центра Вельска.
Часовой пояс
Посёлок Нижний Склад как и вся Архангельская область, находится в часовой зоне МСК (московское время). Смещение применяемого времени относительно UTC составляет +3:00.

## Население
| 2002 | 2010 | 2012 | 2014 |
| ---- | ---- | ---- | ---- |
| 14   | ↘6   | ↘4   | →4   |

Национальный состав
Согласно результатам переписи 2002 года, в национальной структуре населения русские составляли 88 % из 16 чел..